# Claremont, California
Claremont là một thành phố ở rìa phía đông của Los Angeles, tiểu bang California, Hoa Kỳ. Claremont này nằm cách trung tâm Thành phố Los Angeles khoảng 30 dặm (48 km) về phía đông. Thành phố này tọa lạc tại Thung lũng Pomona dưới chân đồi San Gabriel. Theo Điều tra dân số Hoa Kỳ năm 2010, Claremont có dân số khoảng 34.926, và ước tính sẽ có 36.478 dân vào năm 2018.
Claremont là nơi tọa lạc của Liên minh Đại học Claremont danh giá và nhiều tổ chức giáo dục khác. Nơi đây được biết đến với những con đường rợp bóng cây và nhiều tòa nhà lịch sử. Vào tháng 7 năm 2007, thành phố được tạp chí CNN/Money đánh giá là một trong năm địa điểm tốt nhất để sinh sống tại Hoa Kỳ và là nơi được đánh giá cao nhất tại California. Claremont cũng được tạp chí Sunset Magazine vinh danh là vùng ngoại ô tốt nhất ở miền Tây vào năm 2016, mô tả đây là một "thành phố nhỏ pha trộn sự tinh tế toàn cầu hòa quyện với sự hấp dẫn của một thị trấn nhỏ". Do có số lượng lớn cây cối và tỉ lệ cư dân có bằng tiến sĩ rất cao, cộng với việc nằm gần với Liên minh Đại học Claremont nổi tiếng, thành phố đôi khi được gọi là "Thành phố của Cây cối và Tiến sĩ."